# 매자기
매자기(학명: Bolboschoenus maritimus)는 사초과에 속하는 여러해살이풀이다. 키는 약 1.5m, 뿌리는 길게 뻗고 끝에 단단한 덩이뿌리가 몇 개 생긴다. 세모진 줄기는 곧게 서며 광택이 난다. 잎은 어긋매껴 나는데 실 모양이고 끝이 날카로우며 가늘고 길다. 여름에, 이삭 모양의 진한 갈색의 꽃이 줄기 끝에서 핀다. 늪이나 도랑 같은 습한 곳에서 자란다. 대한민국, 중국, 일본 등지에 분포한다. 뿌리는 한방에서 약재로 쓴다.